# Sturmtiger
Sturmtiger (nemško: "Napadalni Tiger") je bil nacistični tank iz 2. svetovne vojne, zgrajena je bil na šasiji Tiger I in oborožena z 380-milimetrsko minometom na raketni pogon. Uradna nemška oznaka je bila Sturmmörserwagen 606/4 mit 38 cm RW 61. Njegova glavna naloga pa je bila da zagotoviti ognjeno podporo pehotnim enotam, ki so se borili v urbanih območjih. Nekaj proizvedenih vozil se je borilo v Varšavski vstaji, bitki pri Izboklini in bitki pri Reichswaldu. Vojaško vozilo je znano tudi po različnih neformalnih imenih, med katerimi je najbolj priljubljen postal Sturmtiger.

## Razvoj
Zamisel o vozilu, ki bi podpiralo pehoto, ki bi z enim samim strelom lahko porušil močno branjene stavbe ali utrjena območja, je izhajala iz izkušenj v težkih mestnih spopadov v bitki pri Stalingradu leta 1942. V tem času je Wehrmacht imel le na voljo Infanteriegeschütz 33B za uničevanje zgradb, različica Sturmgeschütz III, oborožena s 15 cm težko pehotno pištolo sIG 33. Dvanajst jih je bilo izgubljenih v bojih pri Stalingradu. Njegov naslednik Sturmpanzer IV, ki so ga zavezniki poznali tudi kot Brummbär, je bil v proizvodnji od začetka leta 1943. To je bila ključna izboljšana različica prejšnje zasnove, ki je isto pištolo namestila na šasijo Panzer IV z močno izboljšano oklepno zaščito. Čeprav se je pehotno protitankovsko orožje močno izboljšalo v primerjavi s prejšnjimi modeli, se je v tem času dramatično izboljšalo in Wehrmacht je še vedno videl potrebo po podobnem, vendar bolj oklepnem in oboroženem vozilu. Zato je bila sprejeta odločitev, da se na podlagi tanka Tiger ustvari novo vozilo in ga oboroži z 210 mm havbico. Vendar se je izkazalo, da tega orožja takrat ni bilo na voljo, zato ga je nadomestil 380-milimetrski raketni raket, ki je bil prilagojen iz globinskega lansirnega sistema Kriegsmarine. Septembra 1943 so bili Kruppu izdelani načrti za izdelavo novih oklepnih trupov Tiger I za Sturmtiger. Trupe Tiger I naj bi poslali v Henschel na sestavo podvozja in nato v Alkett, kjer bi lahko postavili nadgradnje. Prvi prototip je bil pripravljen in predstavljen Adolfu Hitlerju oktobra 1943. Dostava prvih trupov je bila izvedena decembra 1943, prve tri Sturmtigerje pa je Alkett dokončal do 20. februarja 1944. Hitler je zaradi zamud zahteval izdelavo orožja šele 19. aprila 1944; dvanajst nadgradenj in orožja bi pripravili in namestili na obnovljeno šasijo Tiger I. Prve tri proizvodne serije Sturmtiger je Alkett dokončal avgusta 1944. Načrti za dokončanje dodatnih sedmih od 15. do 21. septembra 1944 so bili Hitlerju predstavljeni na konferenci 18. in 20. avgusta 1944. Septembra je bilo izdelanih deset Sturmtigerjev skupaj z dodatnih pet decembra 1944.Hitler je dal velik pomen posebni zaposlitvi Sturmtigerja in verjel, da bi bilo treba proizvedeti vsaj 300 nabojev na mesec.